# Taron-Sadirac-Viellenave
Pour les articles homonymes, voir Taron, Sadirac (homonymie) et Viellenave (homonymie).
Taron-Sadirac-Viellenave (en béarnais Taron-Sadirac-Vièlanava ou Taroû-Sadirac-Bièlenabe) est une commune française située dans le département des Pyrénées-Atlantiques, en région Nouvelle-Aquitaine.

## Géographie

### Localisation
La commune de Taron-Sadirac-Viellenave se trouve dans le département des Pyrénées-Atlantiques, en région Nouvelle-Aquitaine.
Elle se situe à 33 km par la route de Pau, préfecture du département, et à 22 km de Serres-Castet, bureau centralisateur du canton des Terres des Luys et Coteaux du Vic-Bilh dont dépend la commune depuis 2015 pour les élections départementales. 
La commune fait en outre partie du bassin de vie de Garlin.
Les communes les plus proches sont : 
Ribarrouy (2,2 km), Mouhous (2,4 km), Burosse-Mendousse (3,1 km), Carrère (3,8 km), Claracq (3,9 km), Baliracq-Maumusson (4,0 km), Mascaraàs-Haron (4,0 km), Lannecaube (4,2 km).
Sur le plan historique et culturel, Taron-Sadirac-Viellenave fait partie de la province du Béarn, qui fut également un État et qui présente une unité historique et culturelle à laquelle s’oppose une diversité frappante de paysages au relief tourmenté.

### Communes limitrophes
Les communes limitrophes sont  Baliracq-Maumusson, Burosse-Mendousse, Claracq, Garlin, Lannecaube, Mascaraàs-Haron, Mouhous et Ribarrouy.
| Garlin    | Baliracq-Maumusson       | Mascaraàs-Haron   |
| Ribarrouy | Taron-Sadirac-Viellenave | Burosse-Mendousse |
| Claracq   | Mouhous                  | Lannecaube        |

### Hydrographie

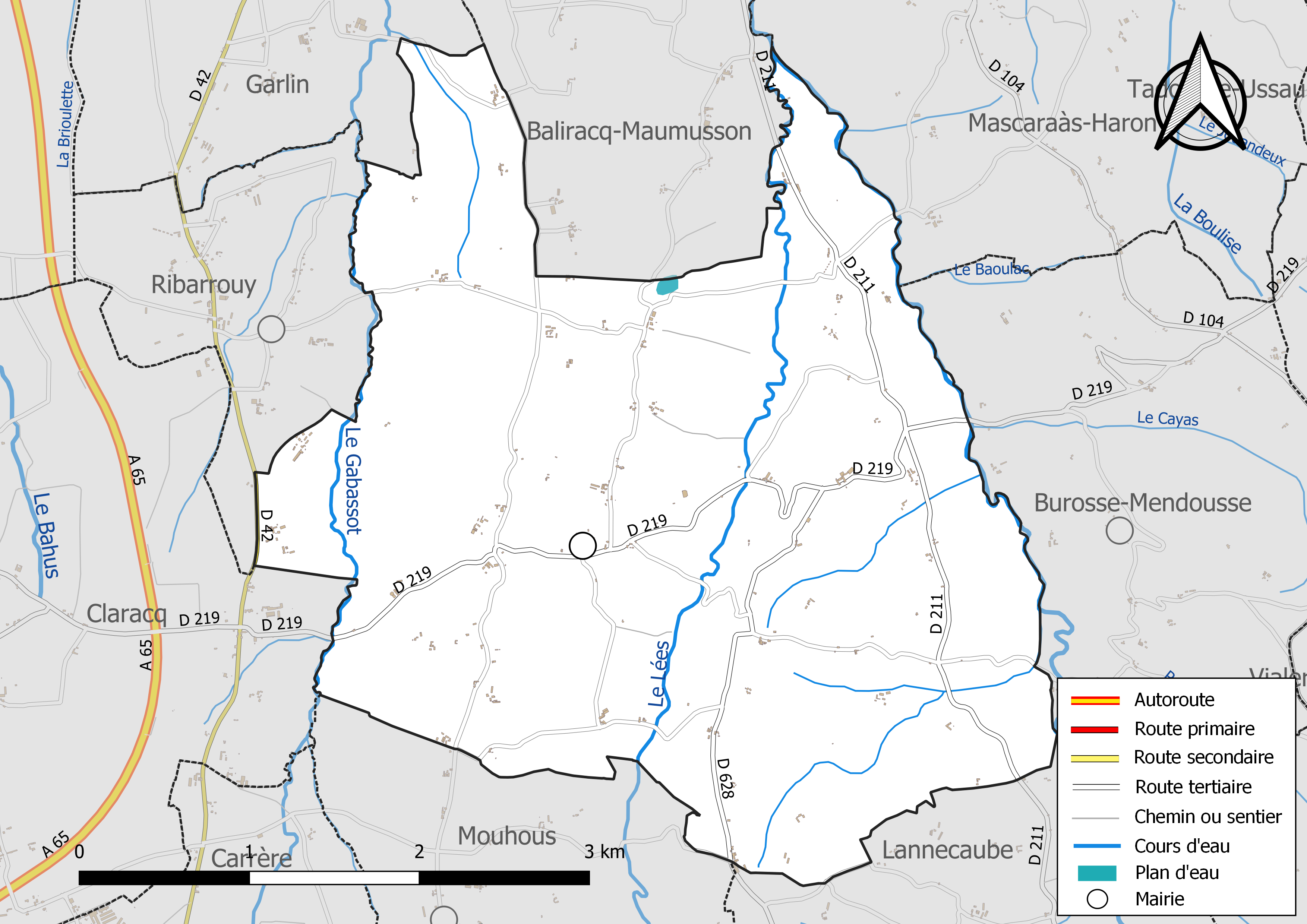
Réseaux hydrographique et routier de Taron-Sadirac-Viellenave.

La commune est drainée par le Léès, la Laas, le Gabassot, le Baoulac, et par divers petits cours d'eau, constituant un réseau hydrographique de 15 km de longueur totale,.
Le Léès prend sa source dans la commune de Sedzère et s'écoule du sud vers le nord. Il longe le territoire communal sur son côté est et en constitue la limite séparative avec Burosse-Mendousse et Mascaraàs-Haron, puis se jette dans le Léez à Lannux, après avoir traversé 21 communes. Sa longueur totale est de 39 km.
Le Laas prend sa source dans la commune de Coslédaà-Lube-Boast et s'écoule vers le nord. Il traverse la commune dans sa partie centrale et se jette dans le Léès à la jonction du territoire communal et Baliracq-Maumusson et Mascaraàs-Haron, après avoir traversé 6 communes. Il est d'une longueur totale de 13,8 km.
Le Gabassot prend sa source dans la commune de Sévignacq et s'écoule du sud vers le nord. Il traverse la commune et se jette dans le Léez à Castetbon, après avoir traversé 9 communes. Il est d'une longueur totale de 17,4 km.

### Climat
Pour des articles plus généraux, voir Climat de la Nouvelle-Aquitaine et Climat des Pyrénées-Atlantiques.
Historiquement, la commune est dans une zone de transition entre les climats océaniques aquitain et montagnard.  
En 2020, Météo-France publie une typologie des climats de la France métropolitaine dans laquelle la commune est exposée à un climat de montagne et est dans une zone de transition entre les régions climatiques « Aquitaine, Gascogne » et « Pyrénées atlantiques »0.
Pour la période 1971-2000, la température annuelle moyenne est de 13,1 °C, avec une amplitude thermique annuelle de 14,9 °C. Le cumul annuel moyen de précipitations est de 1 097 mm, avec 11,3 jours de précipitations en janvier et 7,8 jours en juillet. Pour la période 1991-2020, la température moyenne annuelle observée sur la station météorologique la plus proche, située sur la commune de Mont-Disse à 10 km à vol d'oiseau, est de 13,9 °C et le cumul annuel moyen de précipitations est de 1 010,8 mm,. Pour l'avenir, les paramètres climatiques de la commune estimés pour 2050 selon différents scénarios d’émission de gaz à effet de serre sont consultables sur un site dédié publié par Météo-France en novembre 2022.

### Milieux naturels et biodiversité
Aucun espace naturel présentant un intérêt patrimonial n'est recensé sur la commune dans l'inventaire national du patrimoine naturel,,.

## Urbanisme

### Typologie
Au 1er janvier 2024, Taron-Sadirac-Viellenave est catégorisée commune rurale à habitat très dispersé, selon la nouvelle grille communale de densité à sept niveaux définie par l'Insee en 2022.
Elle est située hors unité urbaine. Par ailleurs la commune fait partie de l'aire d'attraction de Pau, dont elle est une commune de la couronne,. Cette aire, qui regroupe 227 communes, est catégorisée dans les aires de 200 000 à moins de 700 000 habitants,.

### Occupation des sols

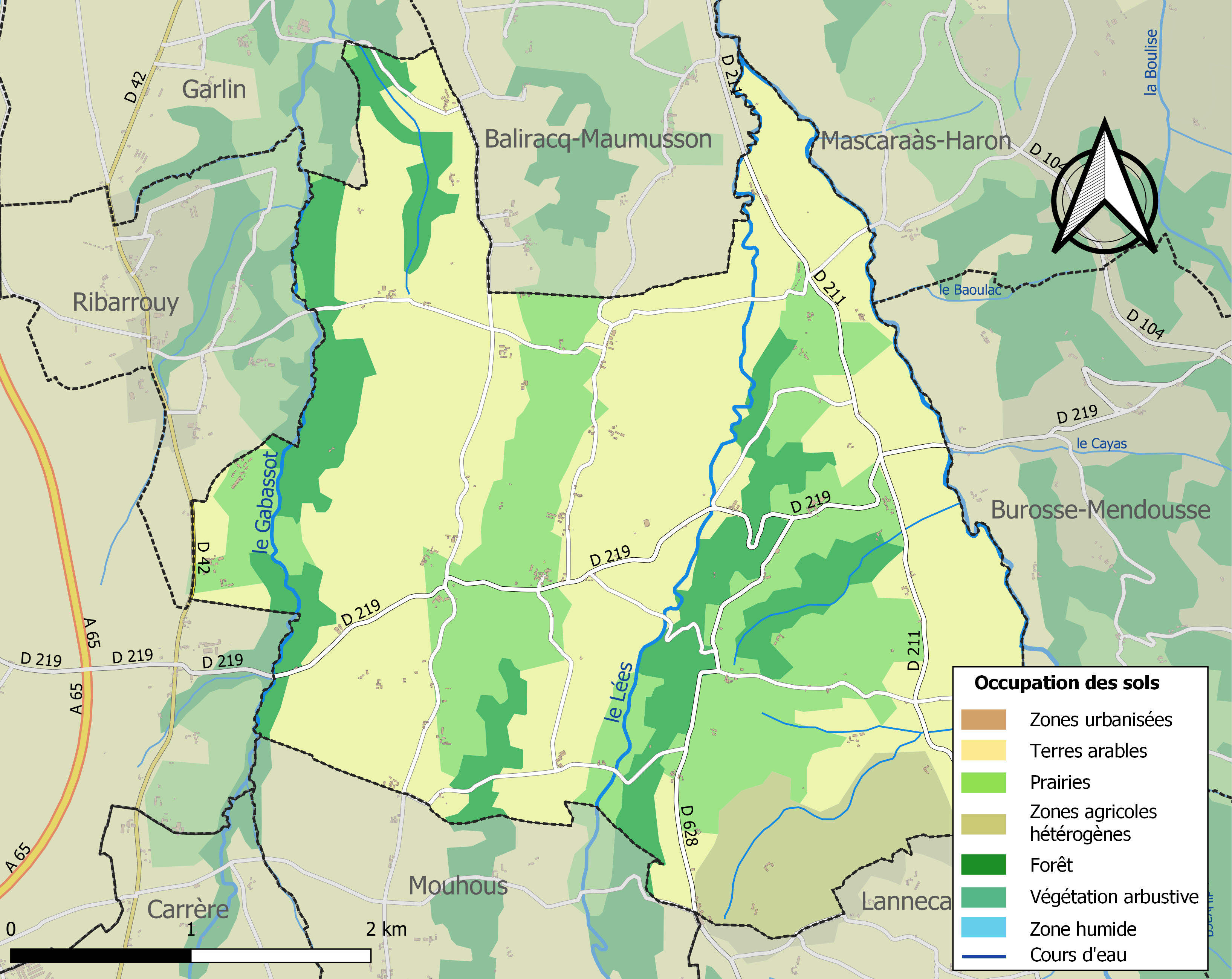
Carte des infrastructures et de l'occupation des sols de la commune en 2018 (CLC).

L'occupation des sols de la commune, telle qu'elle ressort de la base de données européenne d’occupation biophysique des sols Corine Land Cover (CLC), est marquée par l'importance des territoires agricoles (85,8 % en 2018), une proportion identique à celle de 1990 (85,8 %). La répartition détaillée en 2018 est la suivante : 
terres arables (56,1 %), prairies (23,6 %), forêts (14,2 %), zones agricoles hétérogènes (6,1 %). L'évolution de l’occupation des sols de la commune et de ses infrastructures peut être observée sur les différentes représentations cartographiques du territoire : la carte de Cassini (XVIIIe siècle), la carte d'état-major (1820-1866) et les cartes ou photos aériennes de l'IGN pour la période actuelle (1950 à aujourd'hui).

### Lieux-dits et hameaux
- Sadirac : Bourdieu, Saint-Jouhan, Péhau ;
- Taron : Bartouillet, Bourdalé, Crabité, Laffiteau, Motpezat ;
- Viellenave : Comères, Lafargue, Toulet.

### Voies de communication et transports
La commune est desservie par les routes départementales 211 et 628.

### Risques majeurs
Le territoire de la commune de Taron-Sadirac-Viellenave est vulnérable à différents aléas naturels : météorologiques (tempête, orage, neige, grand froid, canicule ou sécheresse), inondations et séisme (sismicité modérée). Il est également exposé à un risque technologique,  le transport de matières dangereuses, et à un risque particulier : le risque de radon. Un site publié par le BRGM permet d'évaluer simplement et rapidement les risques d'un bien localisé soit par son adresse soit par le numéro de sa parcelle.

#### Risques naturels
Certaines parties du territoire communal sont susceptibles d’être affectées par le risque d’inondation par une crue torrentielle ou à montée rapide de cours d'eau, notamment le Léès, le Laas et le Gabassot. La commune a été reconnue en état de catastrophe naturelle au titre des dommages causés par les inondations et coulées de boue survenues en 1982, 2009 et 2018,.

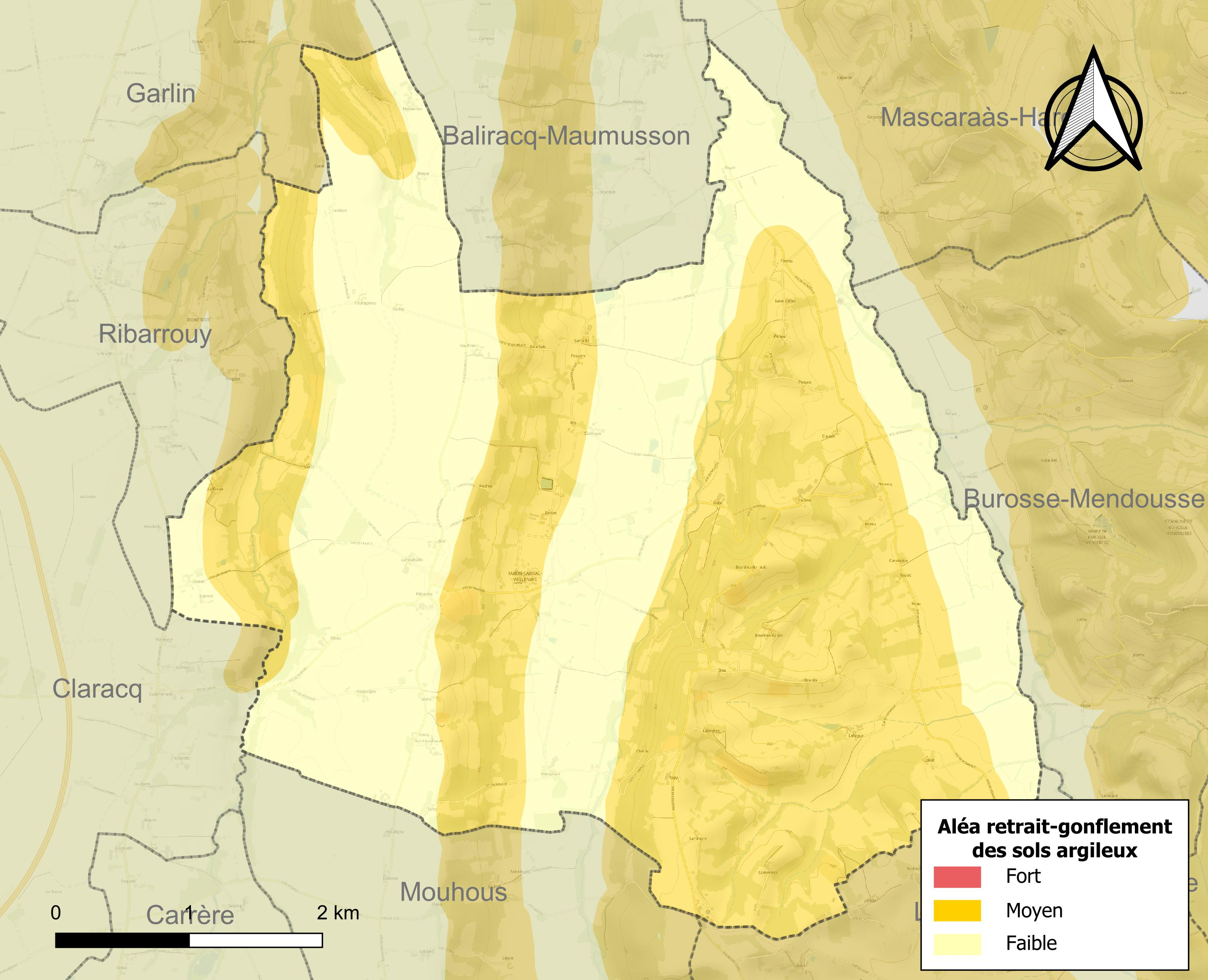
Carte des zones d'aléa retrait-gonflement des sols argileux de Taron-Sadirac-Viellenave.

Le retrait-gonflement des sols argileux est susceptible d'engendrer des dommages importants aux bâtiments en cas d’alternance de périodes de sécheresse et de pluie. 53,5 % de la superficie communale est en aléa moyen ou fort (59 % au niveau départemental et 48,5 % au niveau national). Depuis le 1er octobre 2020, en application de la loi ELAN, différentes contraintes s'imposent aux vendeurs, maîtres d'ouvrages ou constructeurs de biens situés dans une zone classée en aléa moyen ou fort,.

#### Risque particulier
Dans plusieurs parties du territoire national, le radon, accumulé dans certains logements ou autres locaux, peut constituer une source significative d’exposition de la population aux rayonnements ionisants. Selon la classification de 2018, la commune de Taron-Sadirac-Viellenave est classée en zone 2, à savoir zone à potentiel radon faible mais sur lesquelles des facteurs géologiques particuliers peuvent faciliter le transfert du radon vers les bâtiments.

## Toponymie
Le toponyme Taron apparaît sous les formes 
Tarusates (commentaires de César), 
Taroo (1385, censier de Béarn) et 
Taro (1538, réformation de Béarn).
Le toponyme Sadirac est mentionné au XIe siècle Pierre de Marca), et apparaît sous les formes 
Sedirag (XIe siècle (Pierre de Marca), 
Sedirac (XIIIe siècle, fors de Béarn), 
Sadiracum et Sediracum (respectivement 1286 et 1305, titres de Béarn) et 
Siderac (1546, réformation de Béarn).
Le toponyme Viellenave apparaît sous les formes 
Vielenave de Sediragues (1402, censier de Béarn) et 
Vilanaba (1542, réformation de Béarn).
Le nom béarnais de la commune est Taron-Sadirac-Vièlanava ou Taroû-Sadirac-Bièlenabe.

## Histoire
Paul Raymond note qu'en 1385, Taron et Sadirac dépendaient du bailliage de Lembeye et comptaient respectivement quatorze et seize feux. Il indique également qu'autour de Taron, on peut retrouver la trace de quelques tumulus et qu'au centre du village et sous l'église se trouvent des mosaïques romaines.
La vicomté de Sadirac, vassale de celle de Béarn, comprenait les paroisses de Maumusson, Ribarrouy, Sadirac, Taron et Viellenave.
Entre 1790 et 1794, Taron absorbe Viellenave, qu'elle recède entre 1795 et 1800. En 1822, la commune fusionne avec Sadirac et Viellenave pour former la nouvelle commune de Taron-Sadirac-Viellenave.

## Politique et administration

### Liste des maires
| Période                                  | Période                     | Identité       | Étiquette | Qualité |
| ---------------------------------------- | --------------------------- | -------------- | --------- | ------- |
| Les données manquantes sont à compléter. |                             |                |           |         |
| 1995                                     | 2008                        | Michel Benquet |           |         |
| 2008                                     | En cours (au 30 avril 2014) | Jean Guiraut   |           |         |

### Intercommunalité
Taron-Sadirac-Viellenave fait partie de six structures intercommunales :
- la communauté de communes des Luys en Béarn ;
- le SIVU de la voirie de la région de Garlin ;
- le SIVU du Lées et affluents ;
- le syndicat d'énergie des Pyrénées-Atlantiques ;
- le syndicat intercommunal d'alimentation en eau potable Luy - Gabas - Lées ;
- le syndicat intercommunal des cinq rivières.

## Population et société

### Démographie
L'évolution du nombre d'habitants est connue à travers les recensements de la population effectués dans la commune depuis 1793. Pour les communes de moins de 10 000 habitants, une enquête de recensement portant sur toute la population est réalisée tous les cinq ans, les populations de référence des années intermédiaires étant quant à elles estimées par interpolation ou extrapolation. Pour la commune, le premier recensement exhaustif entrant dans le cadre du nouveau dispositif a été réalisé en 2006.

En 2022, la commune comptait 171 habitants, en évolution de −10,94 % par rapport à 2016 (Pyrénées-Atlantiques : +3,78 %, France hors Mayotte : +2,11 %).
| 1793 | 1800 | 1806 | 1821 | 1831 | 1836 | 1841 | 1846 | 1851 |
| ---- | ---- | ---- | ---- | ---- | ---- | ---- | ---- | ---- |
| 360  | 322  | 721  | 400  | 667  | 664  | 646  | 646  | 617  |

| 1856 | 1861 | 1866 | 1872 | 1876 | 1881 | 1886 | 1891 | 1896 |
| ---- | ---- | ---- | ---- | ---- | ---- | ---- | ---- | ---- |
| 658  | 610  | 617  | 671  | 588  | 643  | 606  | 509  | 503  |

| 1901 | 1906 | 1911 | 1921 | 1926 | 1931 | 1936 | 1946 | 1954 |
| ---- | ---- | ---- | ---- | ---- | ---- | ---- | ---- | ---- |
| 504  | 528  | 505  | 507  | 508  | 452  | 441  | 344  | 323  |

| 1962 | 1968 | 1975 | 1982 | 1990 | 1999 | 2006 | 2011 | 2016 |
| ---- | ---- | ---- | ---- | ---- | ---- | ---- | ---- | ---- |
| 297  | 243  | 223  | 226  | 197  | 197  | 190  | 192  | 192  |

| 2021 | 2022 | - | - | - | - | - | - | - |
| ---- | ---- | - | - | - | - | - | - | - |
| 177  | 171  | - | - | - | - | - | - | - |

## Économie
La commune fait partie de la zone d'appellation d'origine contrôlée (AOC) du Béarn.

## Culture locale et patrimoine

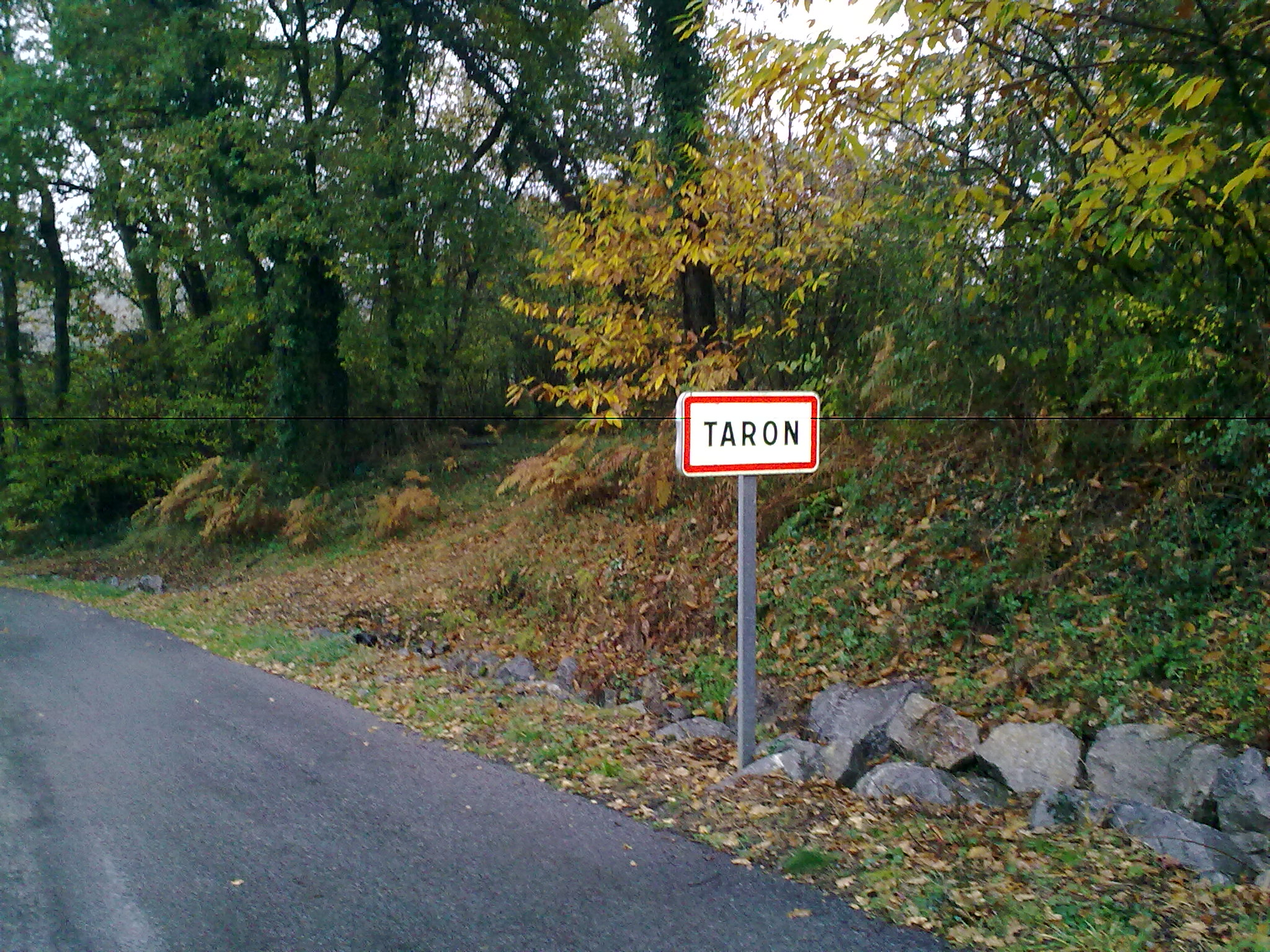
Entrée dans Taron.
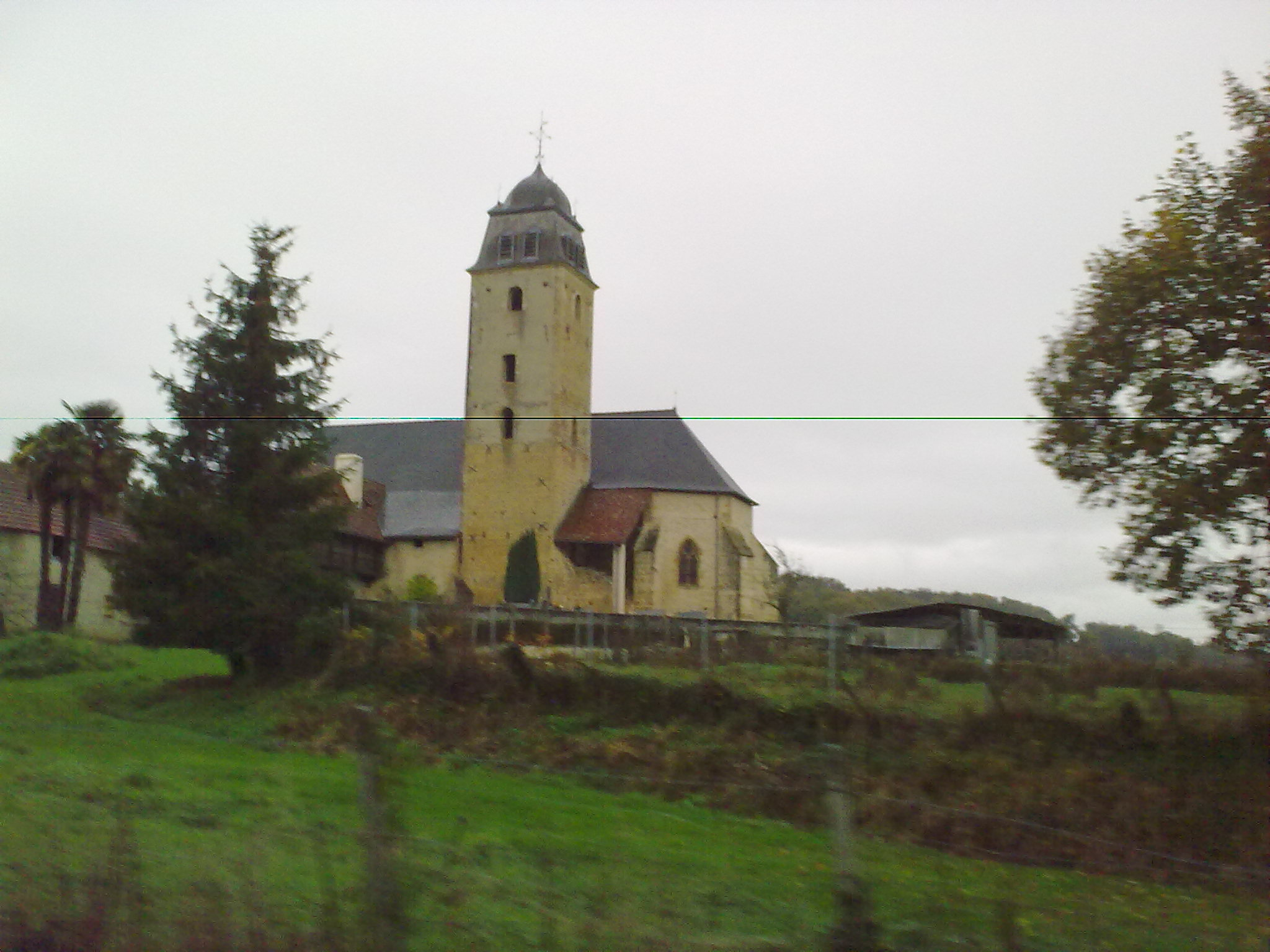
L'église de l'Assomption-de la-Bienheureuse-Vierge-Marie
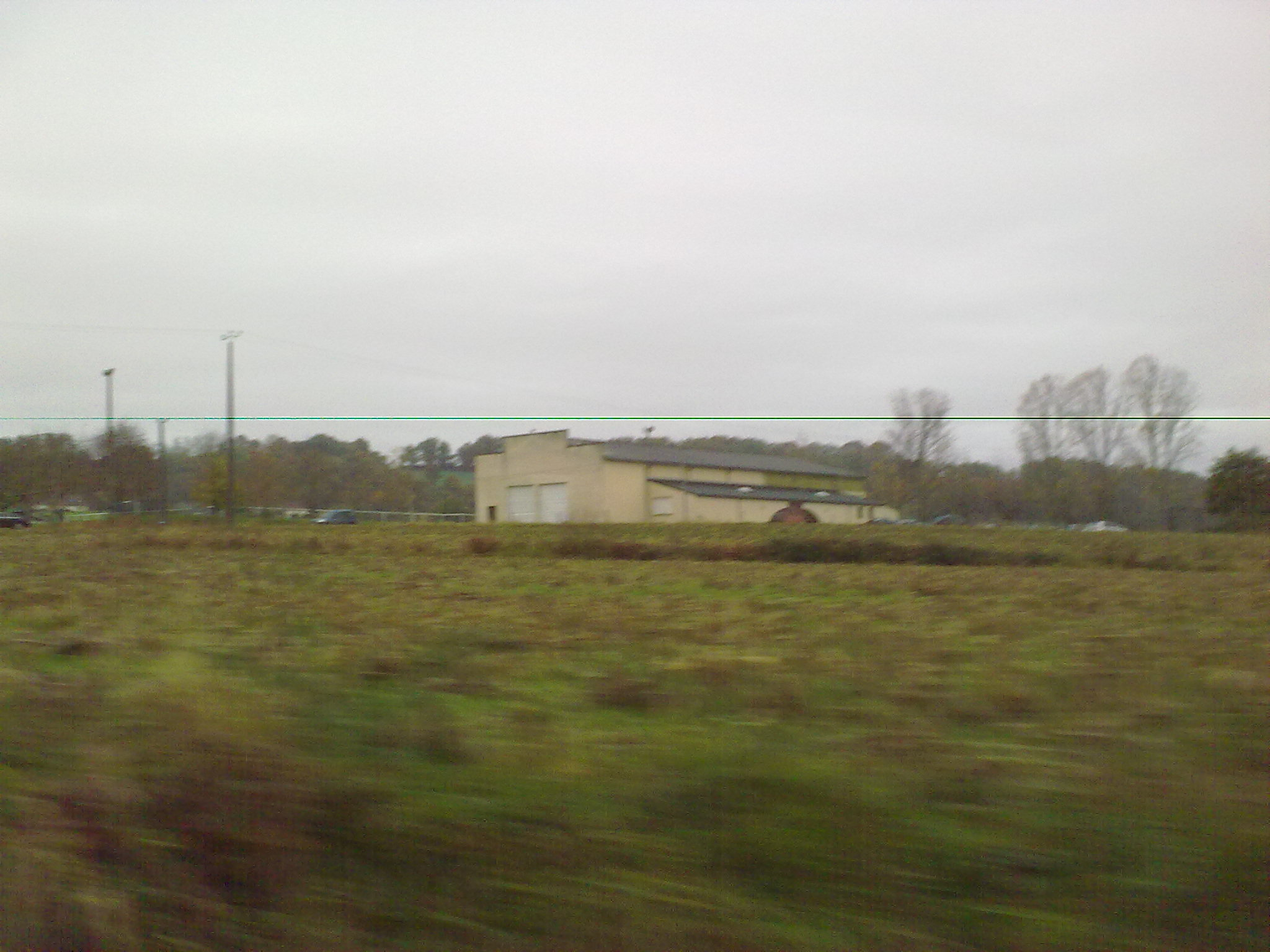
La salle polyvalente.

Fête communale le 15 août.

### Patrimoine civil
À Taron, un fossé témoigne de la présence d'une fortification au haut Moyen Âge. À Sadirac-Péhau, un autre ensemble fortifié est signalé, datant, semble-t-il, des XIIe, XIIIe et XIVe siècles.
La commune présente un ensemble de maisons et de fermes dont la construction s'étale du XVIe au XIXe siècle. Le presbytère de Taron date, quant à lui, de 1735.

### Patrimoine religieux
On trouve à Taron une église (église de l'Assomption-de la-Bienheureuse-Vierge-Marie) édifiée sur les restes d'une construction gallo-romaine, qui présente des vestiges datant des Xe et XIe siècles. Une mosaïque, datée du Ve siècle représentant un panier, un poisson et un arbre fruitier, a été trouvée lors de fouilles d'une villa antique, transformée au Moyen Âge en cimetière. L'église recèle du mobilier, des tableaux, des verrières, une stèle discoïdale, une dalle funéraire datant de 1736 et des objets inscrits à l'inventaire général du patrimoine culturel.

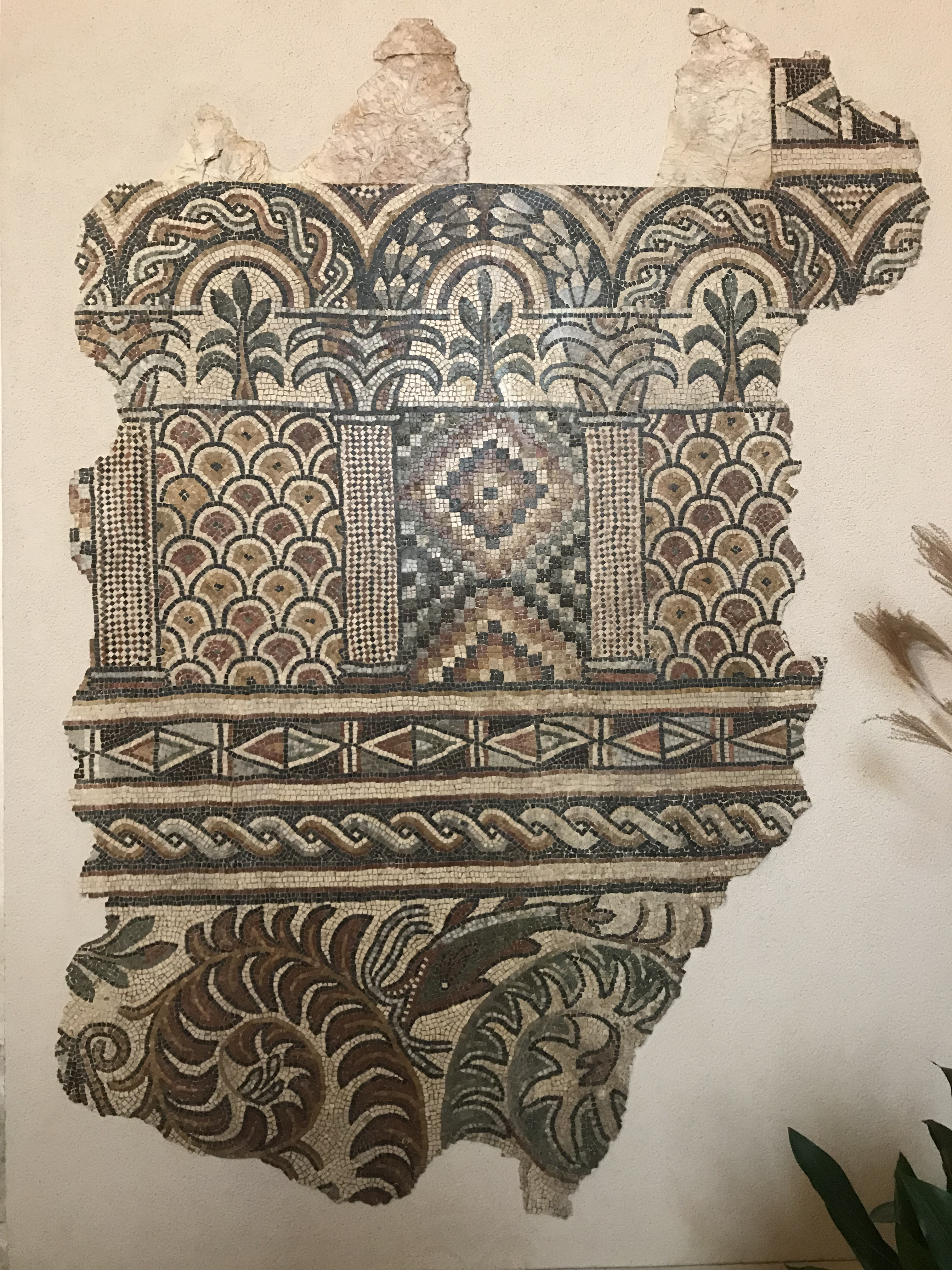
Mosaïque de la villa gallo-romaine de Taron (Pyrénées-Atlantiques, France) visible dans l'église
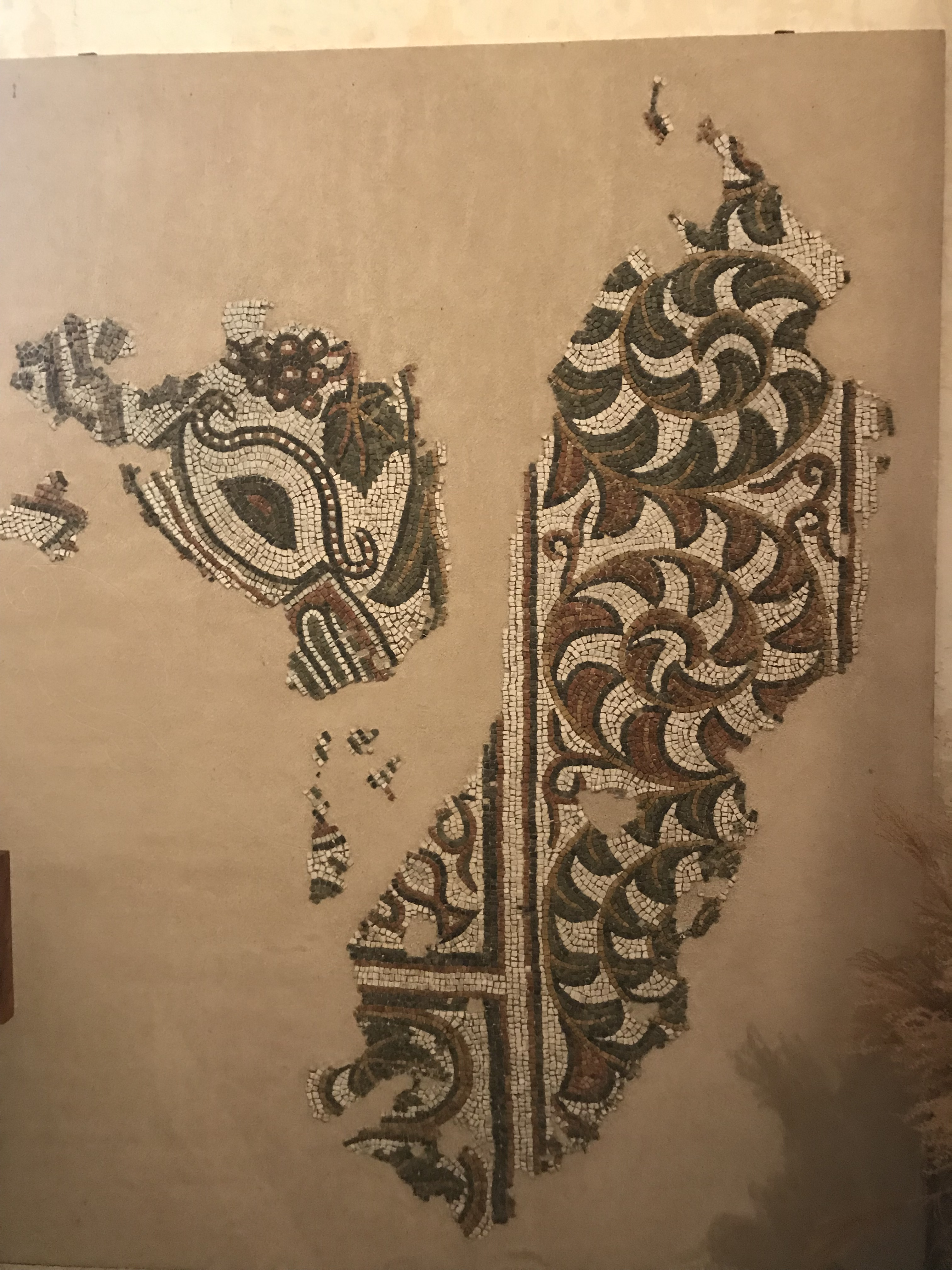
Mosaïque de la villa gallo-romaine de Taron (Pyrénées-Atlantiques, France)  visible dans l'église